# Festival international du film de Rio de Janeiro
Le Festival international du film de Rio de Janeiro (Festival do Rio) est un festival de cinéma se déroulant chaque année à Rio de Janeiro.
Sa première édition a eu lieu en 1999 à la suite de la fusion de deux festivals, le Rio Cine Festival (créé en 1984) et la Mostra Banco Nacional de Cinéma (créée en 1988).

## Palmarès
La liste ci-dessous désigne les gagnants du Trofeo Redentor Mejor Película récompensant le meilleur film :
- 2002 : Seja o que Deus quiser! (pt) de Murilo Salles
- 2003 : Narradores de Javé (pt) de Eliane Caffé
- 2004 : Contra Todos (pt) de Roberto Moreira
- 2005 : Cidade Baixa de Sérgio Machado
- 2006 : Le Ciel de Suely (O Céu de Suely) de Karim Aïnouz
- 2007 : Mutum de Sandra Kogut
- 2008 : Se nada mais der certo (en) de José Eduardo Belmonte
- 2010 : Os famosos e os duendes da morte (pt) de Esmir Filho
- 2010 : VIPs (pt) de Toniko Melo
- 2011 : A Hora e a Vez de Augusto Matraga (pt) de Vinicius Coimbra
- 2012 : Les Bruits de Recife (O Som ao Redor) de Kleber Mendonça Filho
- 2013 :
  - O Lobo atrás da Porta de Fernando Coimbra
  - De Menor de Caru Alves de Souza
- 2014 : Sangue Azul[1] de Lírio Ferreira
- 2015 : Rodéo (Boi Neon (pt)) de Gabriel Mascaro (en)
- 2016 : Fala Comigo de Felipe Sholl
- 2017 : Les Bonnes Manières (As Boas Maneiras) de Marco Dutra et Juliana Rojas[2]
- 2018 : Tinta Bruta de Marcio Reolon et Filipe Matzembacher
- 2019 : Fim de Festa de Hilton Lacerda
- 2020 : Édition annulée en raison de la Pandémie de Covid-19
- 2021 : Medusa de Anita Rocha da Silveira
- 2022 : Paloma de Marcelo Gomes
- 2023 : A Batalha da Rua Maria Antônia de Vera Egito